# Morte e funeral do Rei Bhumibol Adulyadej
O rei Bhumibol Adulyadej da Tailândia morreu aos 88 anos no dia 13 de outubro de 2016, após um longo período doente. Uma cerimônia real de cremação ocorreu por cinco dias no fim de outubro de 2017.

## O Rei
O rei Bhumibol Adulyadej (em tailândes: ภูมิพลอดุลยเดช) foi o nono monarca da Tailândia da dinastia Chakri como Rama IX. Reinando desde 09 de junho de 1946 ele foi, no momento de sua morte, o mais longevo Chefe de Estado do mundo, o mais longevo monarca reinante na história da Tailândia e serviu como rei em seu país por 70 anos e 126 dias. 

## Cerimônia de cremação
O rei Bhumibol Adulyadej morreu no dia 13 de outubro de 2016 aos 88 anos em Bangcoc  e seu corpo estava sendo conservado no Grande Palácio, seguindo uma tradição budista.. O ano de luto é um símbolo de gratidão extrema ao monarca divino. De acordo com a tradição budista, após esse período, chega ao fim uma jornada que fará o rei retornar ao Monte Meru, centro do universo segundo o budismo..

## Membros de realezas participantes
Estiveram presentes na cerimônia reis, rainhas e representantes de famílias reais e de governos do mundo todo.
Entre os principais membros de realezas presentes se encontravam:
 Sheik Abdullah bin Nasser bin Abdullah Al Ahmed Al Thani
 Príncipe Khalifa bin Salman al-Khalifa
 Matilde da Bélgica
 Rei Jigme Khesar Namgyel Wangchuck e a Rainha Jetsun Pema
 Frederico, Príncipe Herdeiro da Dinamarca
 Rainha Sofía da Espanha
 Máxima dos Países Baixos
 Fumihito, Príncipe Akishino e a Princesa Kiko de Akishino
 Rei Letsie III do Lesoto e a Rainha Masenate Mohato Seeiso
 Guilherme, Grão-Duque Herdeiro de Luxemburgo
 Sultão Nazrin Muizzuddin Azlan Shahde Perak e Zara Salim, Raja Permaisuri
 Haakon, Príncipe Herdeiro da Noruega
 André, Duque de Iorque
 Rainha Sílvia da Suécia
 Rei Tupou VI e a Rainha Nanasipauʻu Tukuʻaho